# Invaders from Rigel
Invaders from Rigel (cu sensul de Invadatorii din Rigel) este un roman științifico-fantastic de Fletcher Pratt. A apărut sub formă de carte cu copertă dură în 1960 la Avalon Books și a fost republicat cu copertă broșată de  Airmont Books în ianuarie 1964, decembrie 1972, mai 1973, ianuarie 1976, etc. A apărut prima dată ca nuvelă (într-o versiune mai scurtă) ca "The Onslaught from Rigel," în revista Wonder Stories Quarterly, numărul din iarna 1932. Romanul a fost tradus în germană și italiană.

## Prezentare
Ben Ruby și Murray Lee se trezesc într-o dimineață pentru a descoperi că au fost transformați în ființe metalice. De fapt ei sunt cei norocoși, deoarece majoritatea celorlalți locuitori din emisfera vestică au devenit statui neînsuflețite. Ei și ceilalți supraviețuitori pe care îi întâlnesc la început presupun că fenomenul a fost cauzat de o cometă care se apropia de Pământ, ceea ce este, într-un fel, adevărat - dar cometa era, de fapt, o navă spațială a Lassanilor, o rasă de extratereștri elefantoizi de pe o planetă a sistemului Rigel, care au folosit „forța vieții” (un fel de radiație) din interiorul Pământului pentru a face această schimbare. Militarii Lassani cred că destinul lor este să distrugă sau să înrobească toate ființele „mai mici” și, în consecință, intenționează să-i prindă pe cei care au supraviețuit loviturii inițiale. În consecință, Ruby și tovarășii săi sunt în curând asediați de „dodo”, creaturi ciudate asemănătoare unor păsări care sunt controlate mental de Lassani și care poartă bombe ușoare.
Grupul lui Ruby se unește cu cei de pe o navă de război din Australia, ai cărei locuitori au fost mai puțin afectați de radiația Lassanilor - în cazul lor, a transformat doar fierul din sânge în cobalt, făcându-i să aibă pielea albastră. În combinație, australienii și americanii rămași la rândul lor asediază cetatea invadatorilor din New Jersey. Dar, în timp ce avioanele oamenilor sunt eficiente împotriva escadrilelor „dodo”, vehiculele blindate care alcătuiesc forțele terestre ale Lassanilor, manevrate de oameni uriași de luptă, de asemenea sub controlul Lassanilor, par a fi invulnerabile.
Povestea se concentrează apoi către Herbert Sherman și Marta Lami, doi captivi metalizați ai Lassanilor. Prin „căști de gândire” invadatorii extrag informații de la ei despre colegii lor pământeni pentru a continua războiul de cucerire. Cu toate acestea, transferul mental funcționează în ambele sensuri și, astfel, Sherman află totul despre extratereștri cât și despre Pământ. Evadând cu aceste cunoștințe, el dezvăluie totul forțelor umane asediatoare, care le folosesc pentru a învinge și distruge Lassanii. În cele din urmă, explozia generatorului „forței de viață” are ca rezultat restabilirea tuturor oamenilor metalizați la formele lor normale anterioare.

## Legături externe
- en  Istoria publicării lucrării Invaders from Rigel la Internet Speculative Fiction Database

## Vezi și
- 1960 în științifico-fantastic